# Hotel Kronprinz w Olecku
Hotel Kronprinz w Olecku – zabytkowy budynek w Olecku. Początkowo pełnił funkcję hotelu, obecnie jest domem mieszkalnym. Wybudowany na początku XX wieku. Od 1989 figuruje w rejestrze zabytków.